# Història de Cantàbria

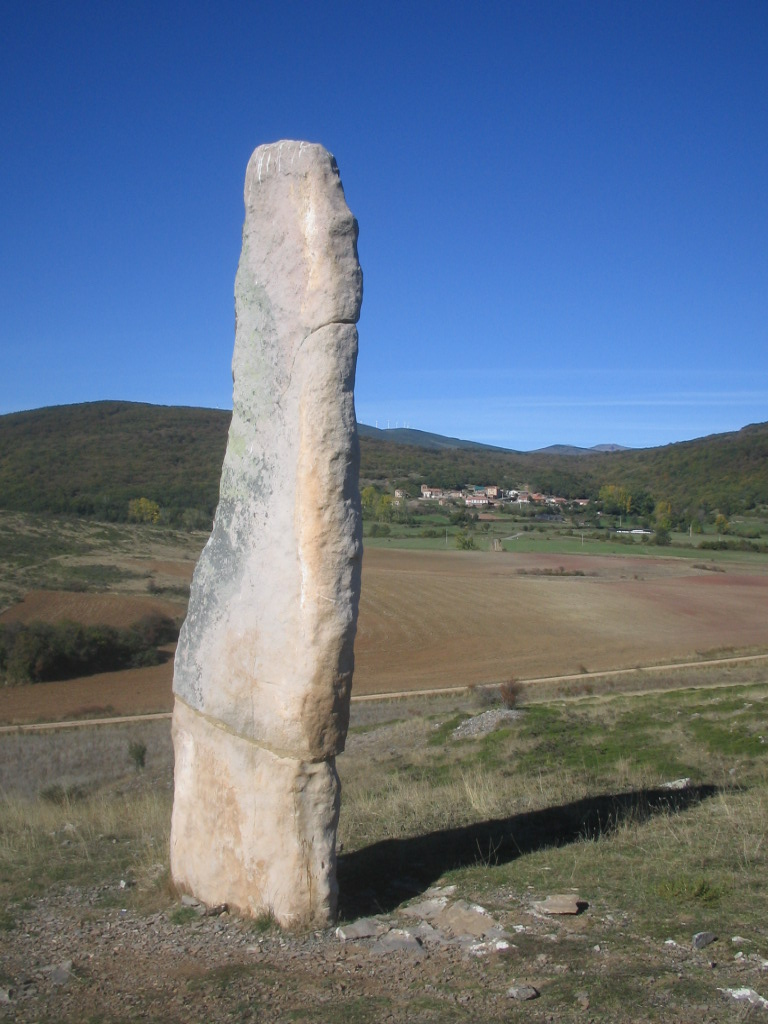
Els menhirs del municipi de Valdeolea, al sud de Cantàbria, daten de fa 5.000 anys. Es creu que van ser aixecats a finals del Neolític per les primeres comunitats sedentàries que es van assentar a les ribes del riu Camesa i a les muntanyes del voltant.

La història de Cantàbria és rica i molt antiga. Es tracta d'una dilatada història que va des dels primers assentaments humans —amb proves com les pintures de la cova d'Altamira— fins als nostres dies, passant per ser peça fonamental per Espanya en diverses ocasions, com per exemple durant la Reconquesta o en les relacions comercials amb el Nou Món gràcies al port de Santander.

## Prehistòria

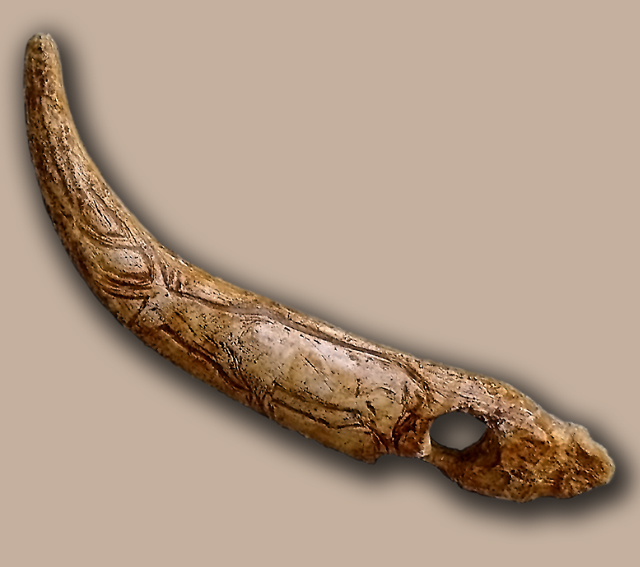
Bastó de comandament perforat adornat amb el gravat d'un cérvol trobat a la Cova "El Castillo".

La primera presència humana a la Serralada Cantàbrica data de fa 200 000 anys (Paleolític). Aquell homo erectus, assentat durant un període interglacial, s'organitzava en clans seminòmades dedicats a la caça i la recol·lecció, i fabricava bifaces. Durant la glaciació de Würm, el neandertal ocupava les coves i desenvolupava una important indústria lítica (puntes, rascadores, raspadors, denticulats), que va ser portada al seu zenit per l'homo sapiens durant el Paleolític superior (atzagaies, bastons de comandament).
L'art que va desenvolupar aquell home de les cavernes, rupestre i mobiliar, es troba al llarg d'una extensa nòmina de coves càntabres: Altamira, El Castillo, La Pasiega, Las Monedas, Covalanas, Hornos de la Peña, El Pendo. Practicaven gravat, pintura i certs indicis d'escultura, i representaven les seves preses de caça (cérvol, cavall, bisó, ren), motius geomètrics i simbòlics, però poques vegades la figura humana i mai els seus enemics depredadors.
La revolució neolítica (aparició de societats productores), iniciada al Mediterrani, arriba al Cantàbric amb un important desfasament cronològic, que la converteix en una regió marginal en la qual durant molt temps coexistiran societats caçadores-recol·lectores i productores (agrícoles-ramaderes). Culturalment destaca el megalitisme, vinculat a la ramaderia transhumant.

## Guerres càntabres i romanització

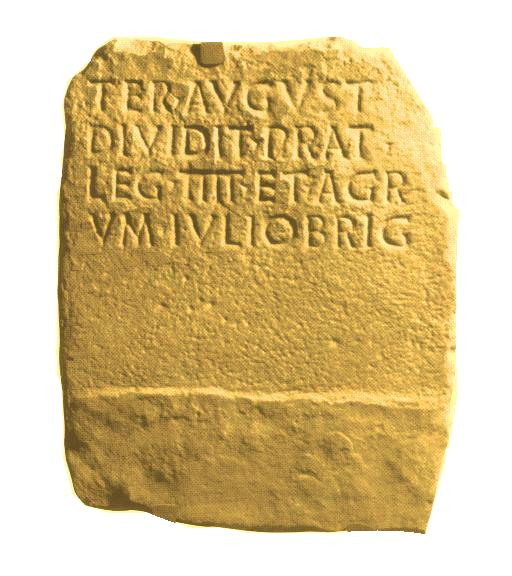
Terme augustal trobat al municipi de Valdeolea. Fixava el límit entre el territori depenent de la ciutat romana de Juliobriga, subjecte a tributació, i les pastures adscrites a la Legio IIII Macedònica, lliures de tributs pel seu caràcter militar.

Els romans es van trobar a Cantàbria amb una societat clànica sense unitat política que habitava en castros (poblats fortificats) i practicava el pillatge a la Meseta per equilibrar la seva fràgil economia. Això, els recursos miners, la voluntat de tancar les fronteres a l'Imperi Romà i la recerca de llorers de victòria van portar a Octavi August a iniciar la invasió de la regió el 29 aC. La romanització a Cantàbria va ser tardana i incompleta, centrada en l'explotació minera i ramadera, la qual va marcar la disposició de les comunicacions, centrada en l'exportació a través dels ports marítims. Com a urbs només destaquen Juliobriga i Flaviobriga. En esfondrar-se l'Imperi Romà al segle v l'antiga societat càntabra va ressorgir.

## Alta edat mitjana

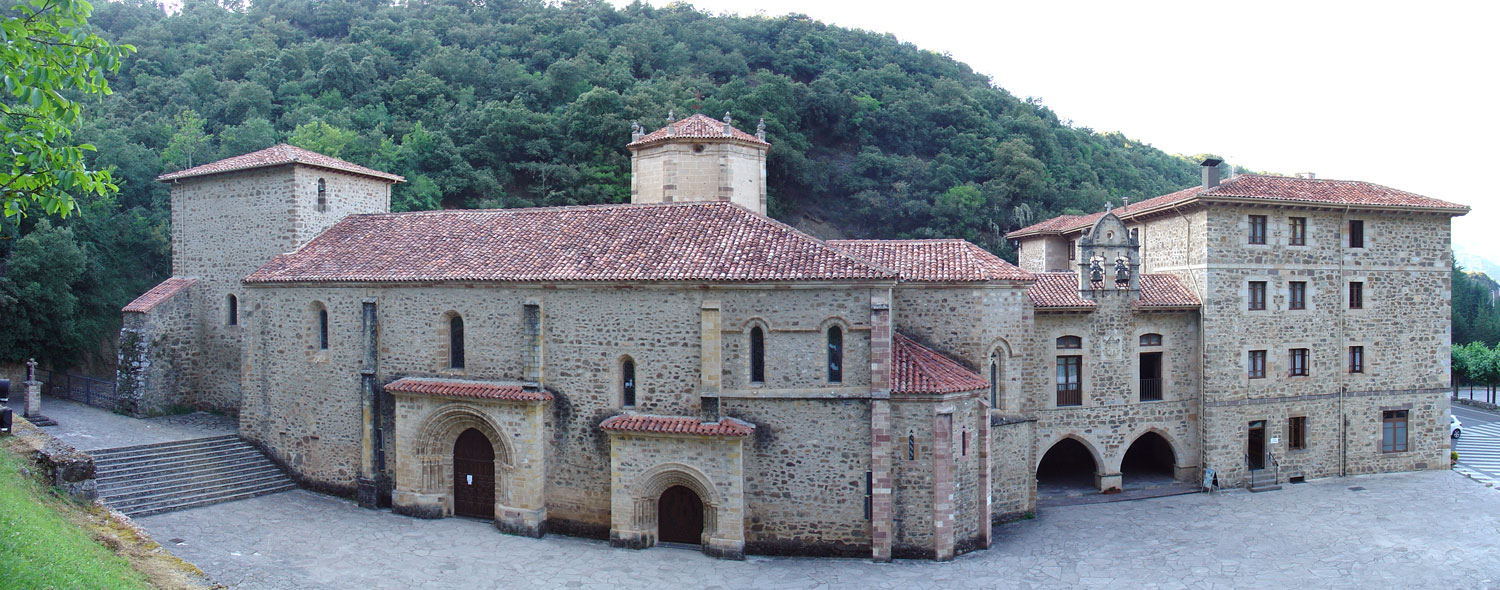
El monestir de Santo Toribio de Liébana, important centre de peregrinació cristiana des de l'edat mitjana, guarda el Lignum Crucis i en ell el Beat de Liébana va redactar al el conegut Comentari a l'Apocalipsi.

La recuperada llibertat dels Càntabres es va perllongar fins a l'ofensiva visigoda encapçalada per Leovigild el 574, que va establir un domini precari al vessant sud de la Serralada Cantàbrica, fundant el Ducat de Cantàbria com a marca defensiva amb capital a Amaya. Els primers missioners cristians, San Millán de la Cogolla o Santo Toribio de Liébana, no van aconseguir gran repercussió. Al començament del segle viii la invasió islàmica va arribar a Peña Amaya, empenyent una important immigració hispano-goda que alterarà fonamentalment les estructures socioeconòmiques i culturals càntabres.
El 722 la victòria de Pelai a Covadonga va permetre la constitució del Regne d'Astúries, nucli polític dins del qual es configurarà la societat càntabra medieval: assentament de llogarets a les valls, implantació d'una economia agrària basada en el cereal, la vinya i les fruites, i el triomf del cristianisme introduiran el feudalisme a la regió, amb el desenvolupament de senyorius religiosos vinculats als primers monestirs (Art de Repoblació): Santo Toribio de Liébana, Santa María de Piasca, Santa Juliana, Emeterio i Celedonio, San Pedro de Cervatos i San Martín de Elines.

## Baixa edat mitjana

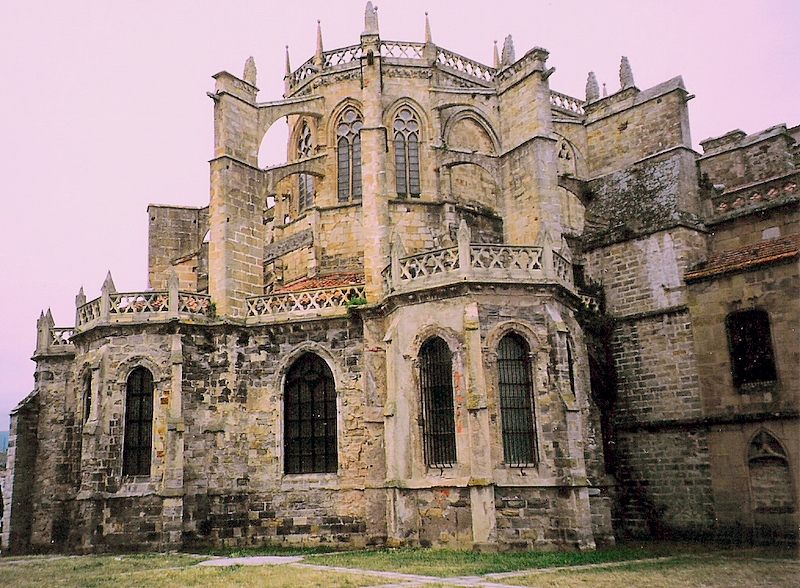
Església de Santa María de la Asunción de Castro Urdiales, un símbol de la prosperitat de les viles marineres durant la baixa edat mitjana.

L'avanç de la Reconquesta cap al sud va marginar de nou a la regió cantàbrica, que només arribarà a un nou i rellevant paper a partir del segle xii, amb la concessió de furs a les viles marineres (San Vicente de la Barquera, Santander, Laredo i Castro Urdiales) per part de la corona castellana per impulsar el comerç de les llanes amb el nord d'Europa i assegurar les fronteres del regne. Les viles experimenten així un notable creixement demogràfic i un desenvolupament urbà al voltant de la pesca i el comerç, introduint el Gòtic a la regió (destaquen les quatre grans catedrals). La seva prosperitat els porta a confederar-se en la "Hermandad de las Marismas" (1296) amb altres ports del Cantàbric, servint militarment al regne de Castella en la conquesta de les ciutats andaluses durant el segle xiii.
La crisi del segle XIV té el seu reflex en les guerres de bàndols provocades pels diferents llinatges que teixien l'estructura senyorial a Cantàbria darrere de l'extensió dels seus patrimonis (La Vega, Manrique, Velasco). Aquesta ofensiva senyorial va dessagnar el territori càntabre (a les viles i a les valls) fins a la imposició de l'autoritat reial durant el regnat dels Reis Catòlics.
Durant l'edat mitjana es va articular l'estructura administrativa càntabra a través de Concejos, juntes o Valls i Merindades (Becerro de las Behetrías, 1352), amb la posterior implantació dels Corregiments com a institucions de control estatal: un per Astúries de Santillana, Campoo i Liébana, i un altre per les Cuatro Villas i Trasmiera.

## Edat moderna

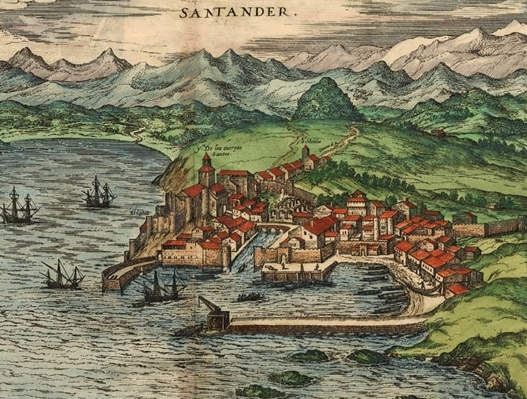
Santander vista per Joris Hoefnagel a la fi del. Aquest gravat és la imatge més antiga existent de la ciutat.

La fi de l'edat mitjana en el segle XV no alterarà la situació de desvertebració política i administrativa de Cantàbria, compartimentada en viles i valls, senyorius, costa i interior. El segle XVI marcarà, a més, la crisi de les viles marineres, afectades per les distorsions econòmiques provocades per les guerres d'hegemonia dels Àustries i per la successió de fams i plagues entre finals de la centúria i la primera meitat del segle xvii. D'altra banda la introducció des d'Amèrica de nous productes agrícoles, especialment el blat de moro, millorarà la precària dieta possibilitant una recuperació demogràfica que se sostindrà al llarg del segle xviii. A partir de l'obertura del Camí de les Farines el 1753 Santander, convertida en el port de Castella cap a Amèrica (Reials decrets de 1765 i 1778), experimentarà un fort desenvolupament al voltant de les activitats comercials: creació del Bisbat el 1754, concessió del títol de ciutat el 1755, creació del Consolat del Mar el 1785.
Els projectes d'unitat de les comarques càntabres prenen força segons s'aproxima el final de l'edat moderna, partint de dos àmbits. Un, tradicional, des del Partit de les Quatre Viles (buscant la defensa de les seves exempcions fiscals) o des de la Província de les Nou Valls que donaria lloc a la Província de Cantàbria de 1778. Un altre, vinculat a la burgesia santanderina, serà el que triomfi amb la creació de la província de Santander el 1801 i la seva restauració definitiva el 1833 dins de l'esquema territorial implantat per Javier de Burgos.

## Seglexix

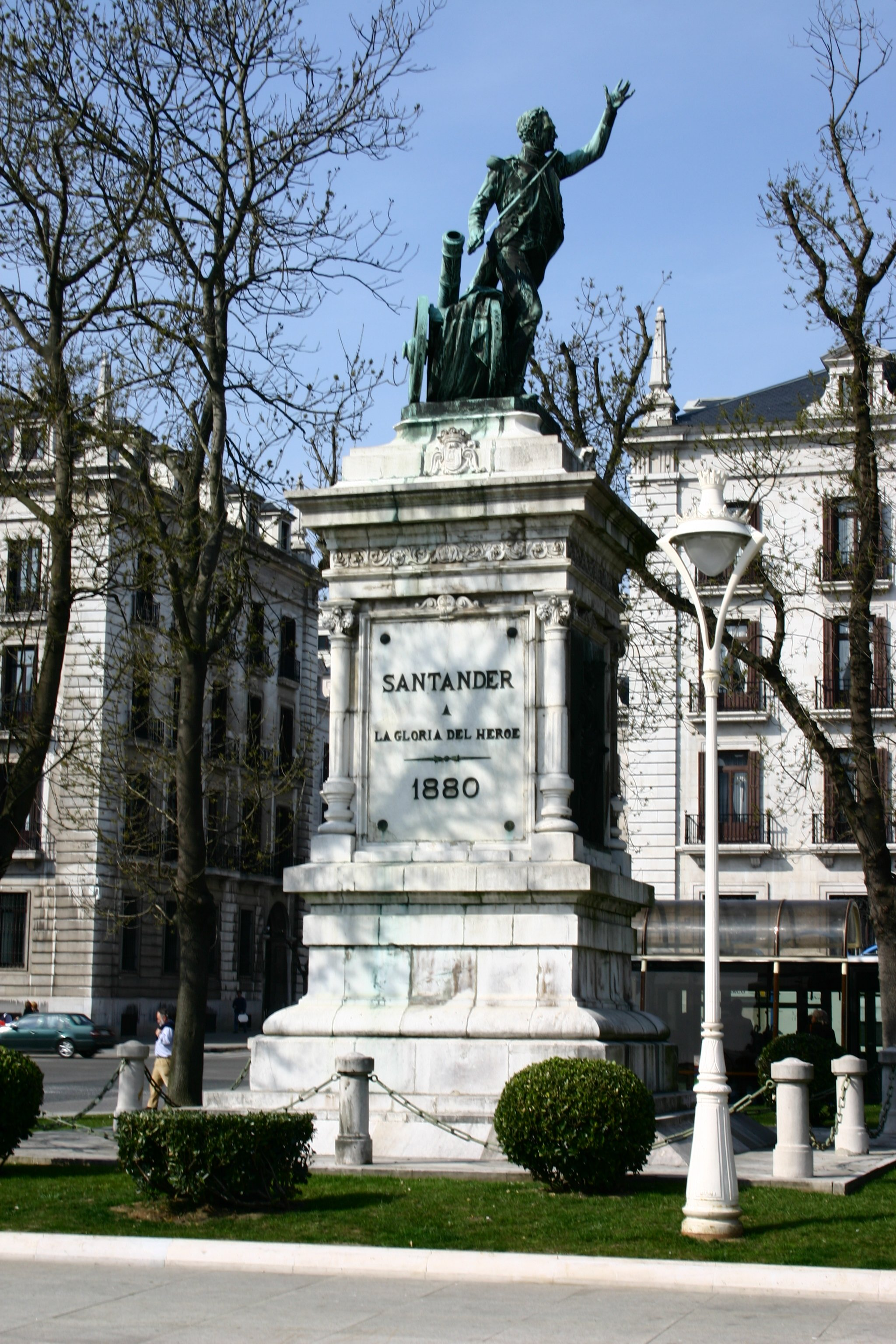
Estàtua erigida a Santander a la memòria del capità d'artilleria Pedro Velarde Santillán, heroi càntabre de la Guerra de la Independència Espanyola mort durant l'aixecament del 2 de maig de 1808 a Madrid.

Durant el segle xix s'inicien i desenvolupen processos que configuraran la Cantàbria contemporània.
- Administrativament s'aconsegueix la unitat territorial amb la formació de la província de Santander. Això, tanmateix, no acabarà amb els problemes de desvertebració i incomunicació que afecta a gran part del territori.

- Econòmicament triomfa l'economia mercantil santanderina fins que, a la segona meitat de la centúria, el declivi del comerç antillà porti a una reorientació productiva: la producció bovina i la mineria antecediran al notable creixement industrial del segle xx.

- Socialment és el segle de l'hegemonia burgesa, que veurà aparèixer a una nova classe mitjana i a una incipient classe obrera amb la progressiva introducció de les activitats industrials. S'inicia, a més, el despoblament de les valls interiors, emigrant la població cap a la costa i els nuclis urbano-industrials (badia de Santander, conca del Besaya, desembocadura del Riu Asón, Castro Urdiales) i cap a l'exterior (indianos i jándalos).

- Políticament s'imposa el liberalisme dinàstic amb la consolidació de la Província, que aconseguirà un estable funcionament de l'alternança durant la Restauració borbònica (1874), gràcies a les xarxes clientelars teixides per un caciquisme que troba un hàbitat propici en el rural i compartimentat espai càntabre. En els nuclis urbans es desenvoluparà un puixant republicanisme i finalitzant el segle apareixen les primeres organitzacions obreres.

## Segle XX

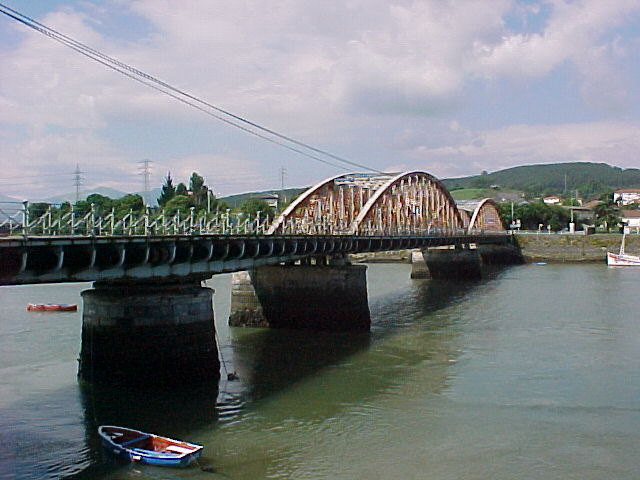
El Pont de Treto uneix la localitat d'Adal i Treto (Bárcena de Cicero) amb Colindres. La polèmica que va envoltar la seva construcció va provocar la pèrdua de l'hegemonia política del districte de Laredo-Castro per part del Partit Liberal.

Els canvis iniciats a l'anterior centúria s'acceleren i s'aprofundeixen, evolucionant la Província cap al que serà la Comunitat Autònoma creada el 1983.
- Demogràficament se certifica el virtual despoblament de les valls i muntanyes de l'interior allunyades dels principals nuclis i de les vies de comunicació, concentrant-se la població a la costa i a les àrees urbanes.

- Econòmicament es consolida el desenvolupament industrial basat en la producció làctica, la transformació pesquera, la química i la metal·lúrgia, que aconsegueix la seva màxima expressió a mitja centúria, iniciant llavors un lent declivi que desemboca en la forta crisi i reconversió dels anys 70 i 80. Perllongat període crític que influirà en la complexa estabilització de l'Autonomia.

- Socialment s'experimenta una notable proletarització, creant-se un fort contrast entre àrees industrials i zones agràries que en els anys 30 va alimentar els enfrontaments derivats en la Guerra Civil. La desindustrialització de l'últim terç del segle va alterar el perfil socio-professional de la regió, minvant considerablement la població agrària, reduint l'obrera i impulsant els sectors terciaris. Des dels anys 60, a més, es potencia una activitat turística marcada en excés per l'estacionalitat.

- Políticament arrenquen els impulsos democratitzadors en el primer terç del segle, consolidant-se durant la II República, període d'intensa activitat política. La imposició de la dictadura franquista va eliminar les organitzacions democràtiques i obreres, sustentant-se el règim sobre unes reforçades xarxes caciquils. La recuperació de la democràcia a partir de 1975 –inseparable a Cantàbria de la consecució de l'Autonomia- va haver de perviure, però, amb aquest vell caciquisme embolicat ara en el discurs d'un indeterminat regionalisme i sustentat en els vincles entre classe política i promoció immobiliària, forjador de noves xarxes clientelars. Política marcada, a més, per les tendències conservadores reforçades després del llarg i traumàtic procés de desindustrialització.